# Philippines Football League
La Philippines Football League (PFL) és una competició professional de futbol, regulada per la Philippine Football Federation (PFF). És la màxima categoria del futbol filipí, continuadora de la United Football League, la prèvia màxima competició nacional.
La temporada inaugural començà el 21 d'abril de 2017.

## Història
Després de l'èxit de la selecció de futbol de les Filipines al campionat de l'AFF de 2010, el futbol filipí visqué un reviscolament. No hi havia campionat nacional i la lliga de Manila, la United Football League (UFL) esdevingué de fet la màxima competició nacional. No obstant, la creació d'una lliga realment nacional era necessària.

13 ciutats viables per ser seu de la PFL.
Luzon: Manila, Makati, Quezon City, Marikina, Bocaue (Bulacan), Laguna, Pampanga
Visayas: Cebu, Bacolod, Iloilo
Mindanao: Davao City, Cagayan de Oro, Zamboanga City

El nom "Philippines Football League" fou el favorit per a la nova lliga en una enquesta feta a 5.000 persones arreu del país, davant d'altres propostes com "P-League", "Maharlika League", "Liga Pilipina", o "Philippine Premier League".
La Philippines Football League fou anunciada el 7 de setembre de 2016. Els diversos clubs interessats presentaren les seves candidatures fins a desembre de 2016.
El dia 1 d'abril de 2017, la PFF confirmà la participació de 8 clubs - Ceres-Negros, Davao Aguilas, Global Cebu, Ilocos United, JPV Marikina, Kaya FC-Makati, Loyola Meralco Sparks, i Stallion Laguna.

## Format de competició
El format de la competició consisteix en una doble volta, amb partits d'anada i tornada. Els quatre millors passen a la ronda final per determinar el campió.

## Clubs
Onze clubs han jugat a la PFL des que va començar el 2017, comptant la temporada 2022-23.
| Temporada 2023    | Temporada 2023 | Temporada 2023 | Temporada 2023                         | Temporada 2023 | Temporada 2023 | Temporada 2023 |
| Equip             | Ciutat         | Província      | Estadi                                 | Capacitat      | Ingrés         | Ref.           |
| ----------------- | -------------- | -------------- | -------------------------------------- | -------------- | -------------- | -------------- |
| Dynamic Herb Cebu | Cebu           | Cebu           | Dynamic Herb–Borromeo Sports Complex   | 500            | 2022           | [ 9 ]          |
| Kaya–Iloilo       | Iloilo         | Iloilo         | Iloilo Sports Complex                  | 7.000          | 2017           | [ 10 ]         |
| Maharlika Manila  | Taguig         |                | McKinley Hill Stadium                  | 2.000          | 2020           | [ 11 ]         |
| Mendiola 1991     | Imus           | Cavite         | City of Imus Grandstand and Track Oval | 4.800          | 2019           |                |
| Stallion Laguna   | Biñan          | Laguna         | Biñan Football Stadium                 | 2.580          | 2017           | [ 12 ] [ 13 ]  |

### Línia temporal
Actual membre Antic membre Convidat

### Antics membres
| Equip          | Ciutat    | Província         | Estadi                         | Capacitat | Anys actiu | Ref.          |
| -------------- | --------- | ----------------- | ------------------------------ | --------- | ---------- | ------------- |
| Ceres Negros   | Bacolod   | Negros Occidental | Panaad Park and Stadium        | 8.000     | 2017-2022  | [ 12 ] [ 14 ] |
| Davao Aguilas  | Tagum     | Davao del Norte   | Davao del Norte Sports Complex | 3.000     | 2017-2018  | [ 15 ]        |
| Global Cebu    | Cebu City | Cebu              | Cebu City Sports Complex       |           | 2017-2019  | [ 12 ] [ 16 ] |
| JPV Marikina   | Marikina  | Metro Manila      | Marikina Sports Complex        | 15.000    | 2017-2018  | [ 13 ] [ 17 ] |
| Meralco Manila | Manila    | Metro Manila      | Rizal Memorial Stadium         | 12.873    | 2017       | [ 18 ]        |
| Ilocos United  | Vigan     | Ilocos Sur        | Quirino Stadium                | 5.000     | 2017       | [ 19 ]        |

## Historial
Font:
- 2017: Ceres Negros
- 2018: Ceres Negros
- 2019: Ceres Negros
- 2020: United City
- 2021: No es disputà pel COVID-19
- 2022-23: Kaya–Iloilo